# Tajvan (otok)
Tajvan (kin. 台灣 [Táiwān]; ranije Formoza, od port. (Ilha) Formosa — "lijepi otok") je pacifički otok u istočnoj Aziji. 
Najveće naselje na otoku je Taipei. Administrativno, otok predstavlja jedinu kinesku pokrajinu koja nije pod suverenitetom Narodne Republike Kine, odnosno predstavlja većinu teritorija pod kontrolom Republike Kine. Sam naziv "Tajvan" koristi se kao sinonim za Republiku Kinu.
Od kontinentalne Kine, ovaj pacifički otok udaljen je oko 180 kilometara. Između njih je Tajvanski prolaz. Tajvan je dug 394, a širok 144 kilometra, uz ukupnu duljinu obale od 1566,3 kilometra. Na jugu, Luzonski prolaz odvaja Tajvan od Filipina. Sjeveroistočno od otoka nalazi se japanski arhipelag Ryūkyū. Istočno kinesko more zapljuskuje sjeverne obale Tajvana i odvaja ga od Japana i Južne Koreje.
Ukupna površina otoka iznosi 35 980 km². Najviši vrh je Yu Shan, visok 3952 metra, dok je još pet vrhova iznad 3500 metara.
Prema procjenama za 2018. godinu, na otoku živi oko 23 000 000 stanovnika.

## Galerija
- Topografska karta Tajvana
- Rijeka San Guang
- Tajvanska jela
- Karta gustoće naseljenosti Tajvana